# Вевчанські джерела
Вевчанські джерела (мак. Вевчански извори) - рідкісний тип джерел у  Македонії. Розташовані на східних схилах гори Ябланиця, поблизу села Вевчани, на висоті 900 метрів. Головне джерело знаходиться в отворі печери. Десять метрів нижче є кілька постійних джерел, які під землею сполучаються з основним джерелом. Потужність Вевчанських джерел у вологий період року становить близько 1500 літрів на секунду.

## Галерея

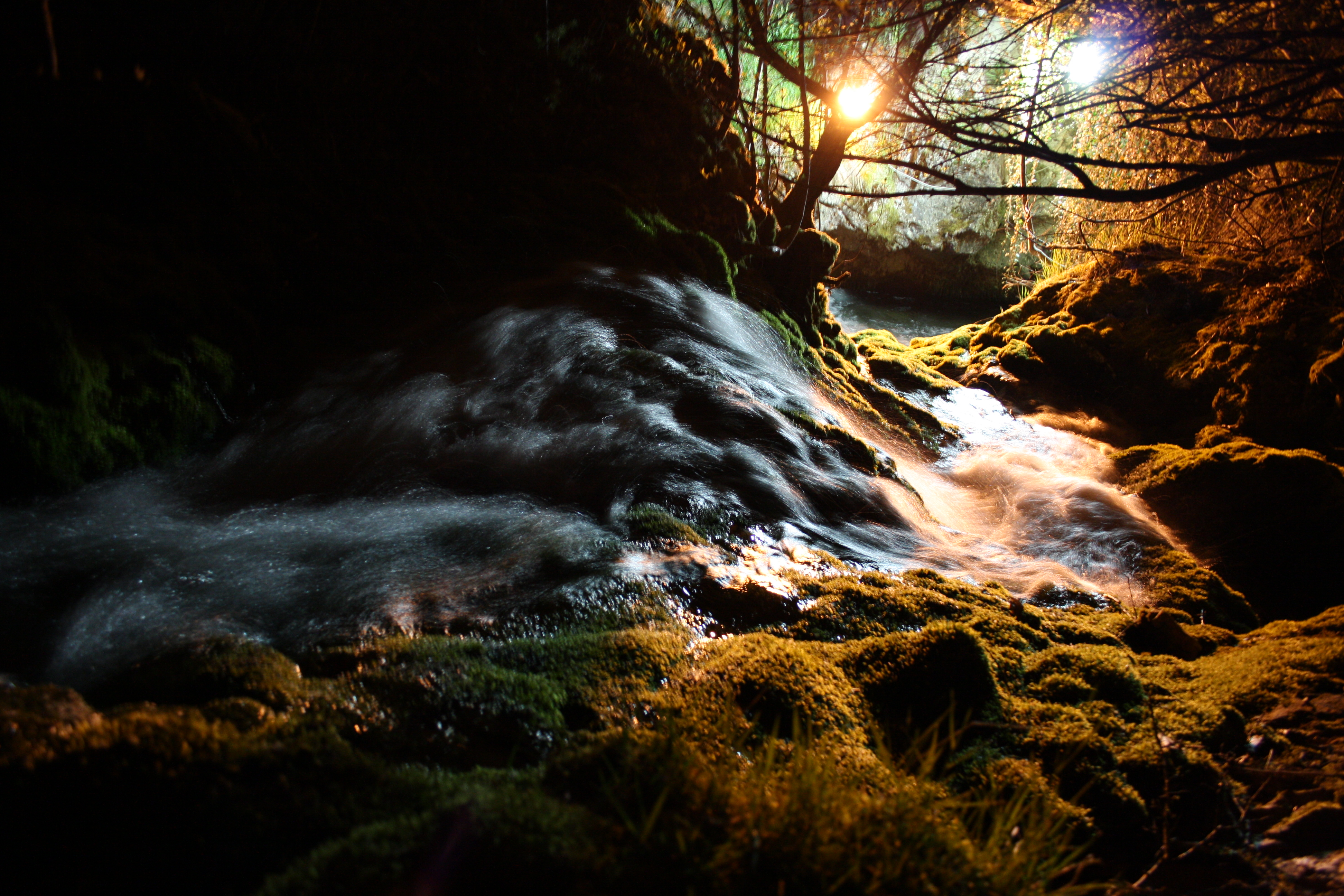
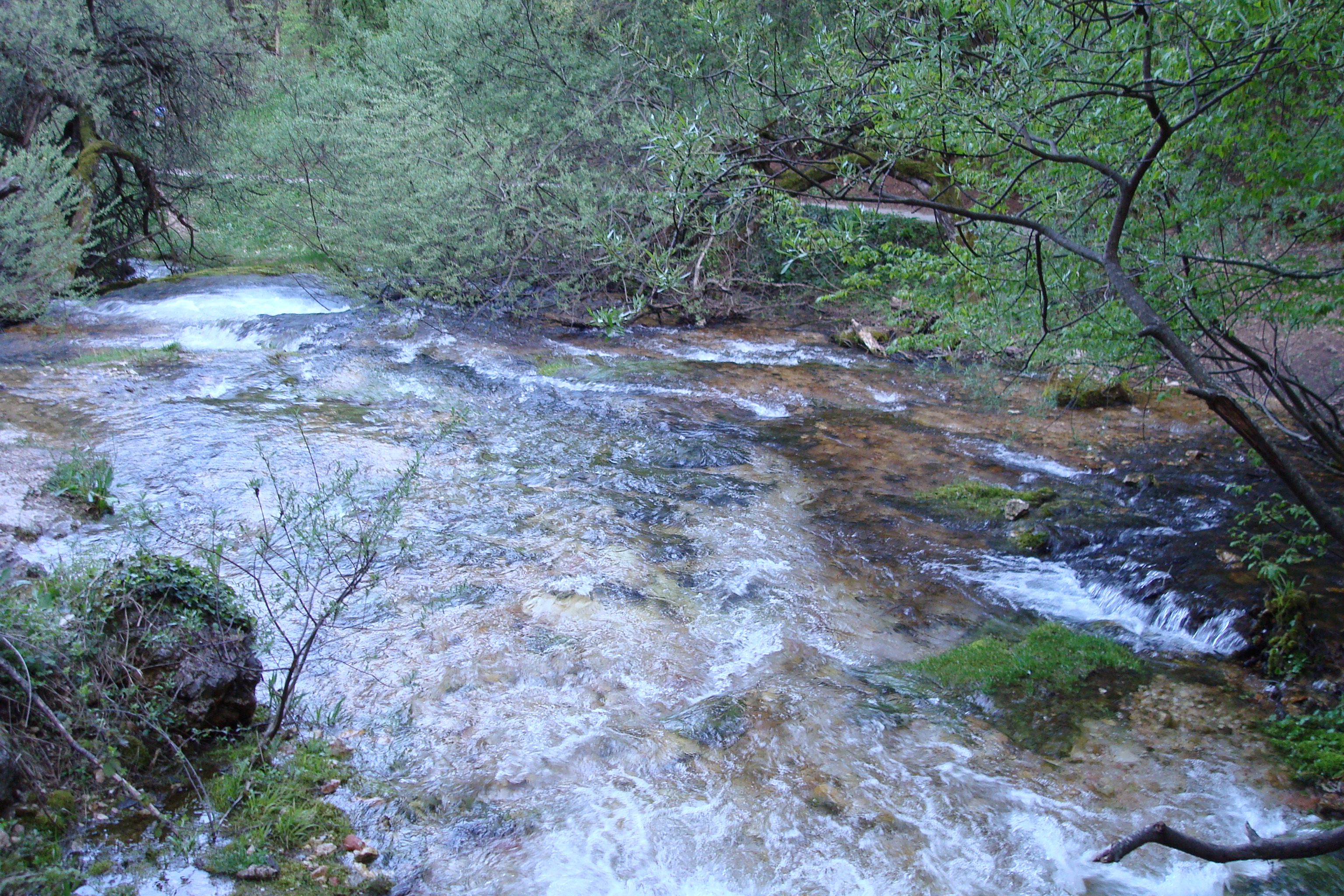
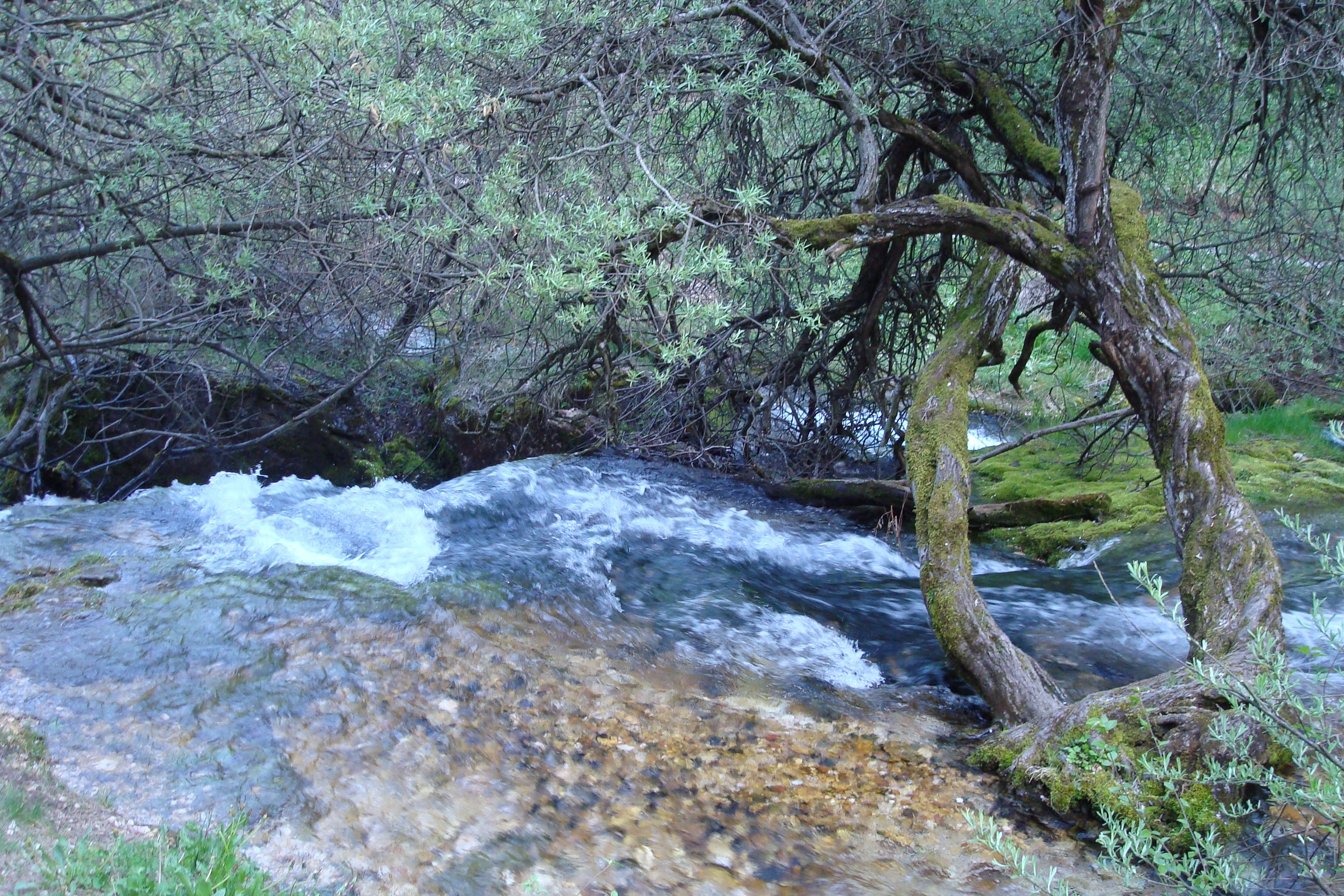
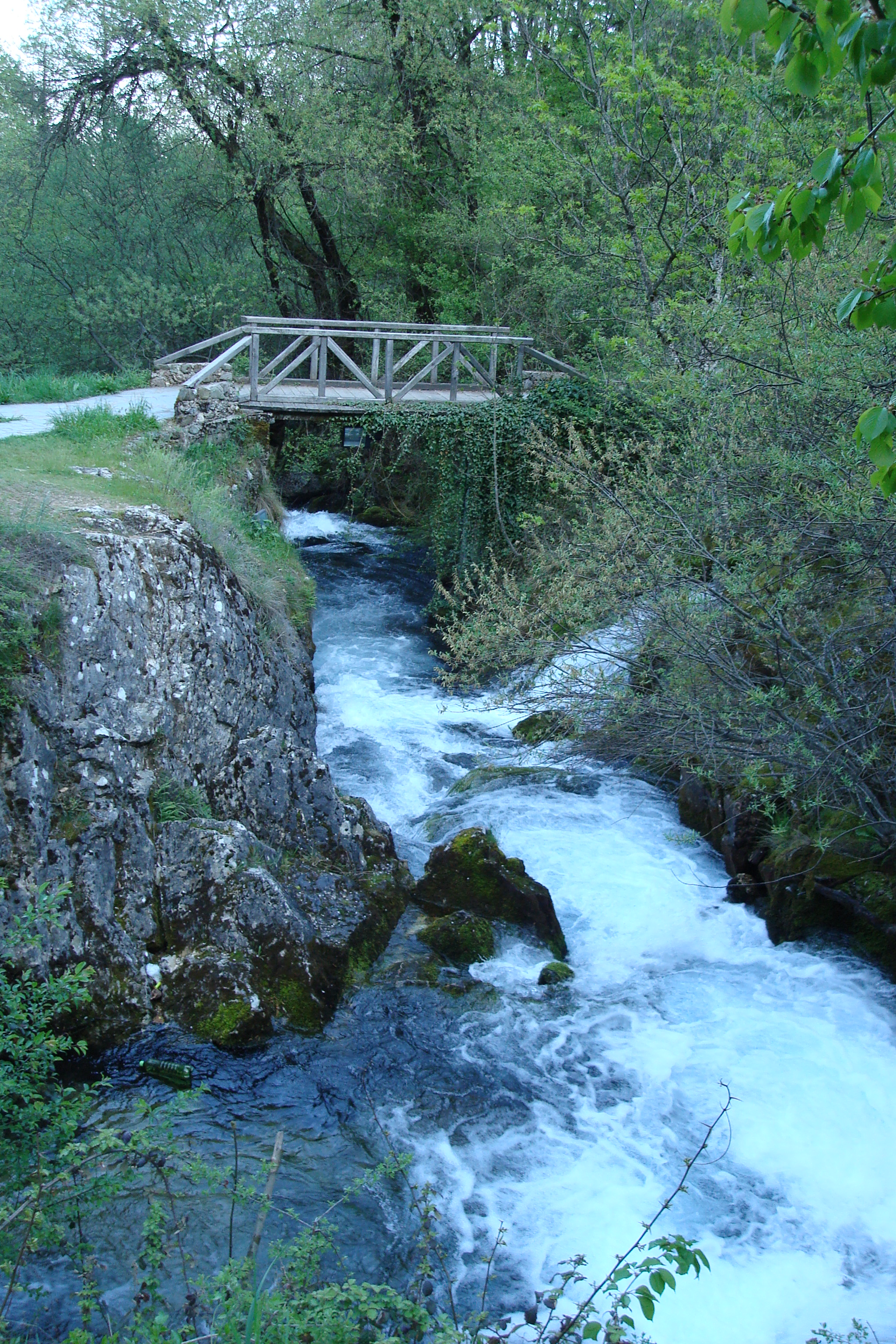
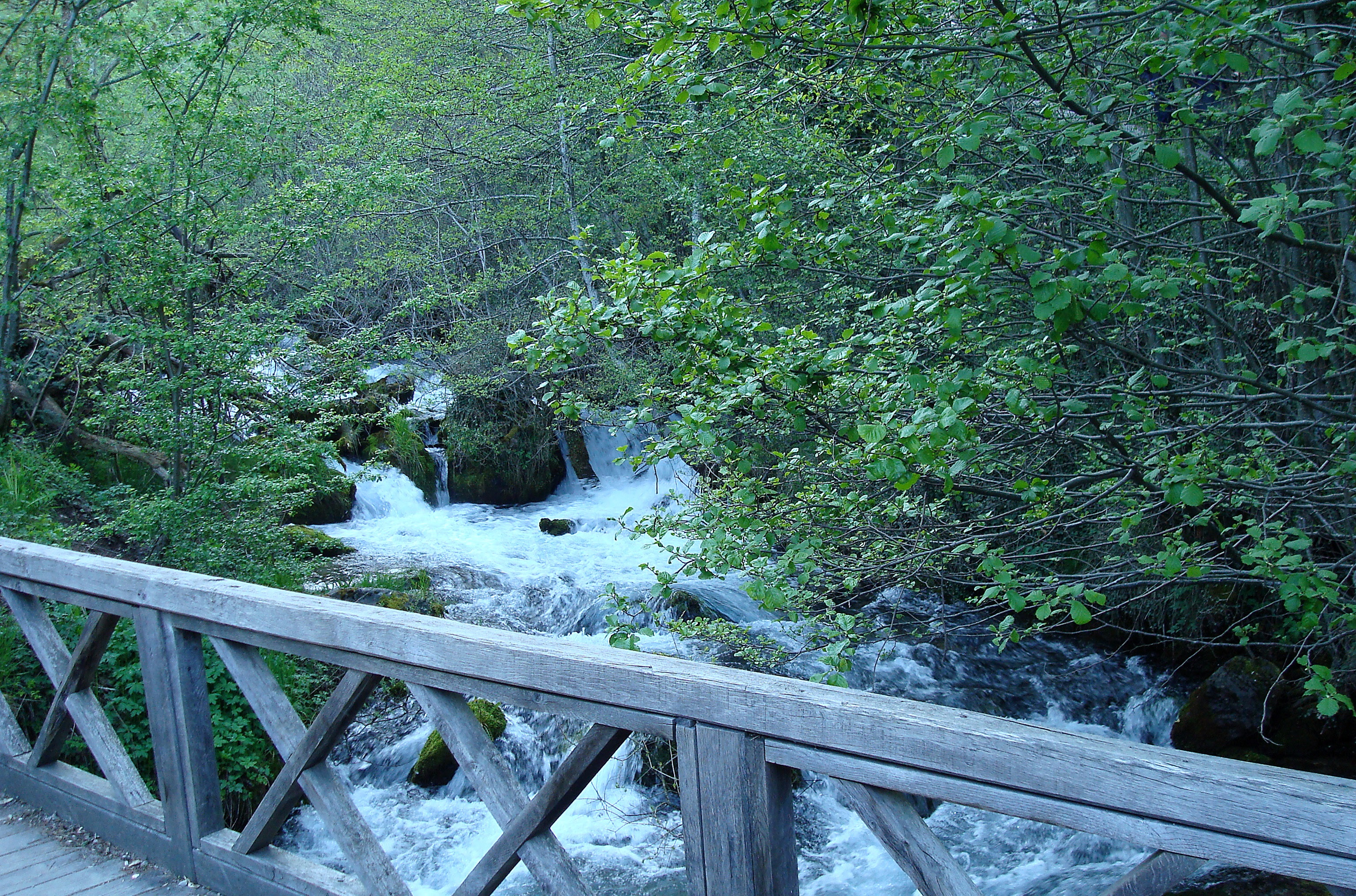
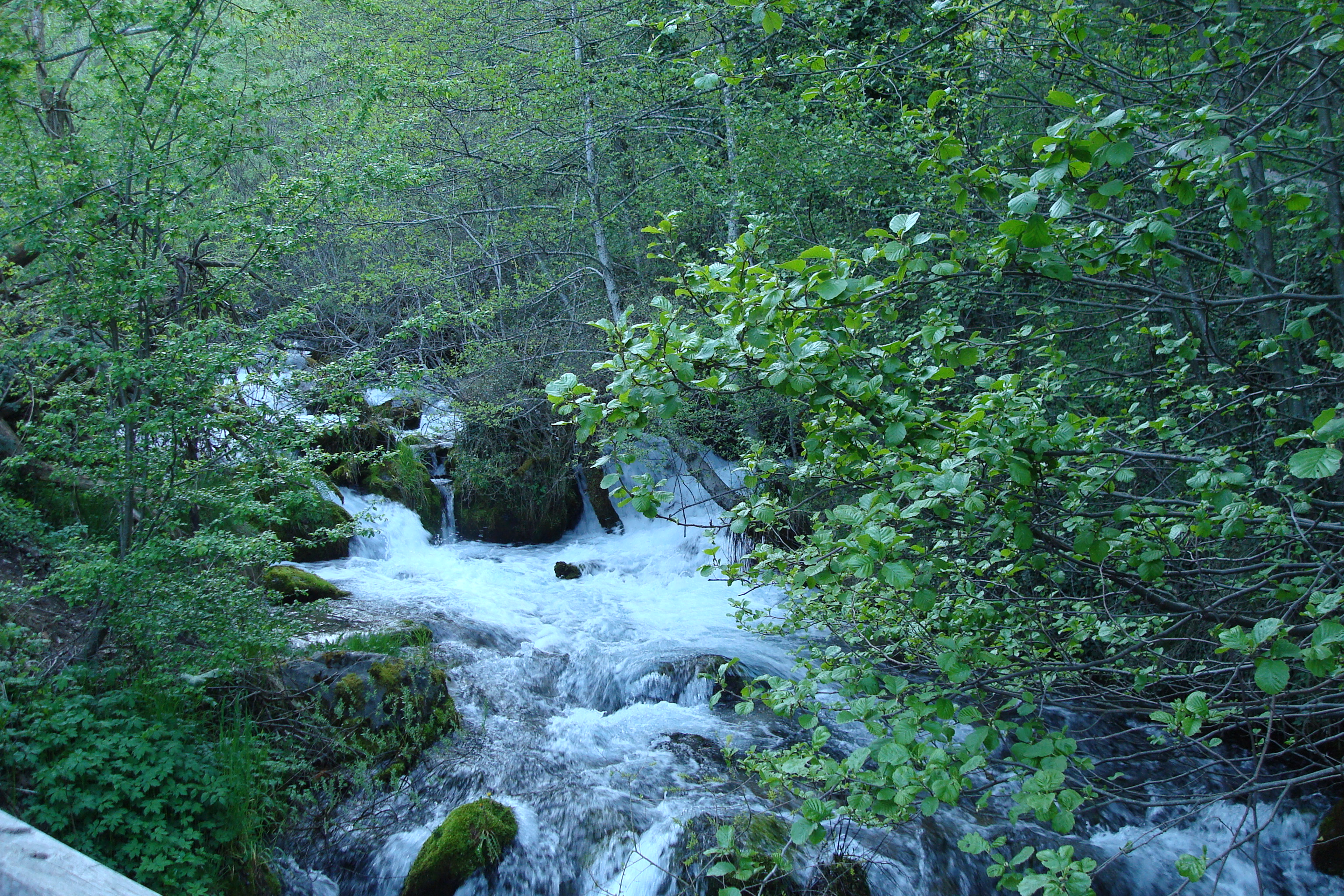
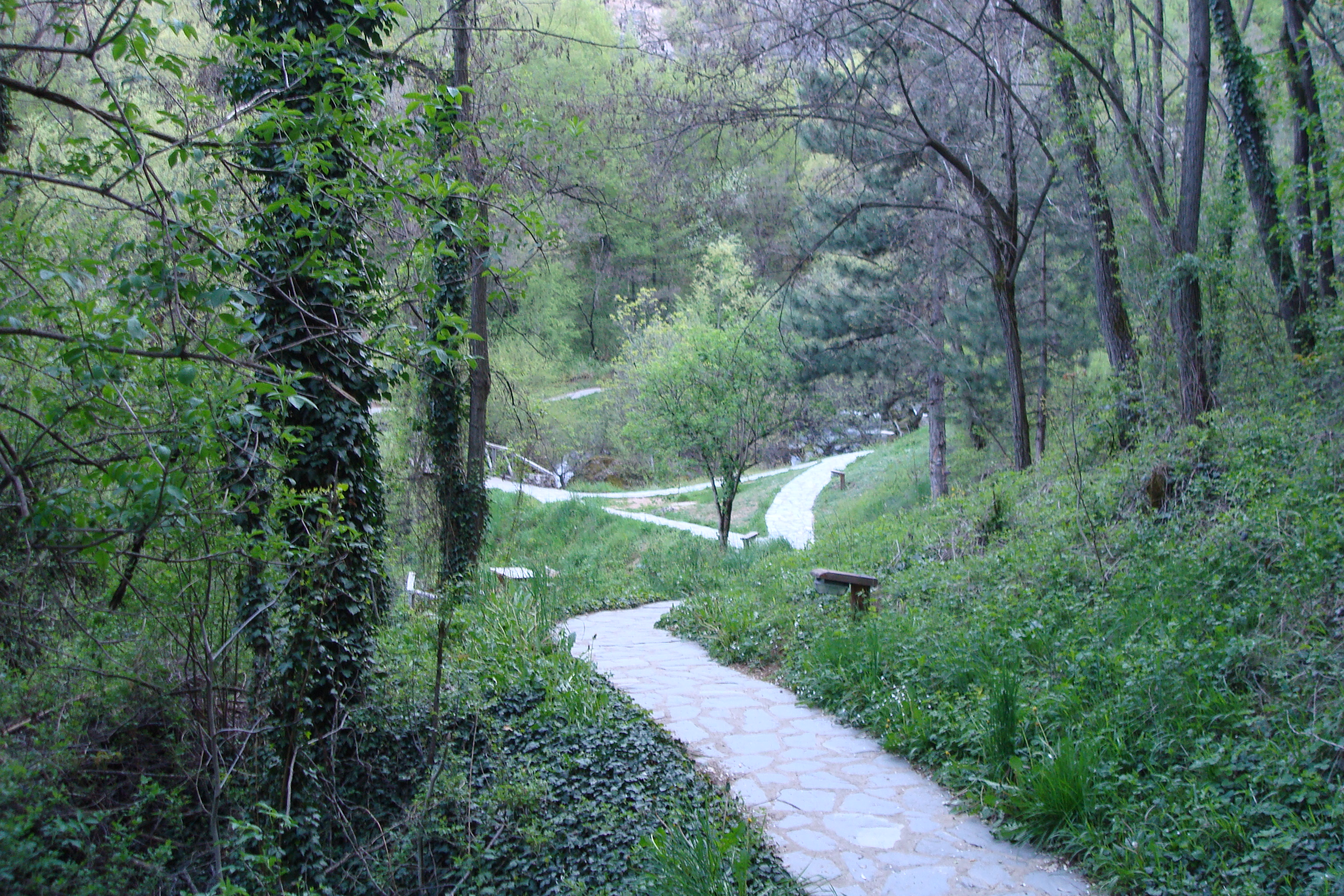